# Gardendale (Texas)
Gardendale és una concentració de població designada pel cens dels Estats Units a l'estat de Texas. Segons el cens del 2000 tenia 1.197 habitants.

## Demografia
Segons el cens del 2000, Gardendale tenia 1.197 habitants, 463 habitatges, i 356 famílies. La densitat de població era de 40,5 habitants per km².
Dels 463 habitatges en un 34,1% hi vivien nens de menys de 18 anys, en un 67,6% hi vivien parelles casades, en un 5,6% dones solteres, i en un 22,9% no eren unitats familiars. En el 20,1% dels habitatges hi vivien persones soles el 7,6% de les quals corresponia a persones de 65 anys o més que vivien soles. El nombre mitjà de persones vivint en cada habitatge era de 2,59 i el nombre mitjà de persones que vivien en cada família era de 2,98.
Per edats la població es repartia de la següent manera: un 24,8% tenia menys de 18 anys, un 8,6% entre 18 i 24, un 28,1% entre 25 i 44, un 26,9% de 45 a 60 i un 11,6% 65 anys o més.
L'edat mediana era de 39 anys. Per cada 100 dones de 18 o més anys hi havia 107,4 homes.
La renda mediana per habitatge era de 50.069 $ i la renda mediana per família de 60.625 $. Els homes tenien una renda mediana de 32.917 $ mentre que les dones 25.758 $. La renda per capita de la població era de 18.592 $. Cap de les famílies i el 3,2% de la població estaven per davall del llindar de pobresa.

## Poblacions més properes
El següent diagrama mostra les poblacions més properes.